# Bour Kry
Le Sangharajah Bour Kry est un moine bouddhiste cambodgien né le 11 janvier 1945 à Battambang. Depuis 1991, il est le grand patriarche suprême (« Maha Sangharājah ») de l’ordre Dhammayutta au Cambodge.
Lors de la prise de pouvoir par les Khmers rouges, il s’exila d’abord en Thaïlande, puis en France en 1977. Dans ce dernier pays, il fonda l’Association bouddhique khmère, présente aussi en Belgique, et le temple Vatt Khémararam à Créteil.